# Rigny-le-Ferron
Rigny-le-Ferron är en kommun i departementet Aube i regionen Grand Est (tidigare regionen Champagne-Ardenne) i nordöstra Frankrike. Kommunen ligger  i kantonen Aix-en-Othe som ligger i arrondissementet Troyes. År 2022 hade Rigny-le-Ferron 322 invånare.

## Befolkningsutveckling
Antalet invånare i kommunen Rigny-le-Ferron
Referens: INSEE